# Amistad (Schiff)

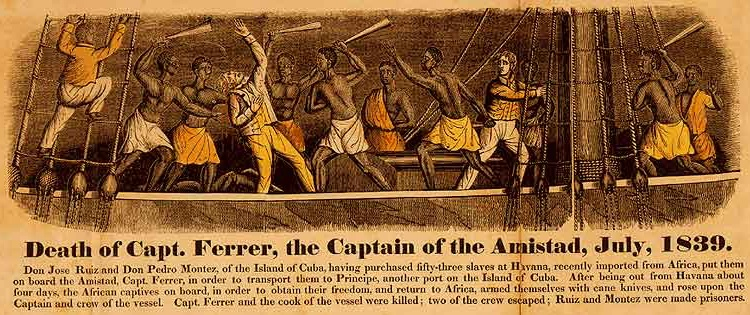
Zeitgenössische Darstellung des Aufstands (von 1840)

La Amistad (spanisch für Freundschaft; zunächst Friendship, später Ion) war ein Handelsschoner nordamerikanischer Herkunft. Sie wurde durch einen erfolgreichen Aufstand afrikanischer Sklaven bekannt, der sich 1839 an Bord ereignete. Das Schiff wurde vor der Küste der Vereinigten Staaten von Amerika von der US-Marine aufgebracht, die die Afrikaner arrestierte. Die nachfolgenden Gerichtsverhandlungen – die sogenannten Amistad-Prozesse – fanden unter großem Interesse der zeitgenössischen US-amerikanischen und zum Teil der internationalen Medien statt und spielten eine Rolle für die Bewegung zur Abschaffung der Sklaverei in den USA.
Der Aufstand und die nachfolgenden Prozesse bildeten die Grundlage für mehrere Bücher und den Film Amistad von Steven Spielberg (1997), der trotz einiger Effektszenen die historischen Begebenheiten treu nachzeichnet.

## Das Schiff bis 1839
Der zweimastige Schoner wurde in Baltimore im US-Bundesstaat Maryland unter dem Namen Friendship (engl.: Freundschaft) gebaut. Sein Deck war etwa 65 Fuß (ca. 19,8 Meter) lang, und er hatte etwa 120 tn.l. Verdrängung. Nach Verkauf an einen Spanier wurde das Schiff in Amistad umbenannt. Aufgrund der Amistad-Prozesse ist das Schiff hauptsächlich unter seinem spanischen Namen bekannt.
Die Amistad wurde als Frachtschiff auf kurzen, küstennahen Strecken um Kuba eingesetzt, das in dieser Zeit zu Spanien gehörte. Ihre übliche Route verlief zwischen ihrem Heimathafen Guanaja und Kubas Hauptstadt Havanna, und ihre Hauptfracht waren Produkte der Zuckerherstellung. Auf der Amistad wurden aber auch Passagiere und gelegentlich Sklaven befördert. Entgegen häufigen Darstellungen war die Amistad kein eigentliches Sklavenschiff: Sie wurde weder für die Sklaventransporte zwischen Afrika und Amerika eingesetzt, noch war sie speziell zum Transport von Sklaven konstruiert. So hatte sie ein Frachtdeck mit normaler Höhe, wohingegen für echte Sklavenschiffe ein halbhohes Frachtdeck charakteristisch ist, das zu niedrig zum Stehen ist, da die Sklaven liegend und sitzend angekettet wurden.

## Der Aufstand und die Fahrt der Aufständischen 1839

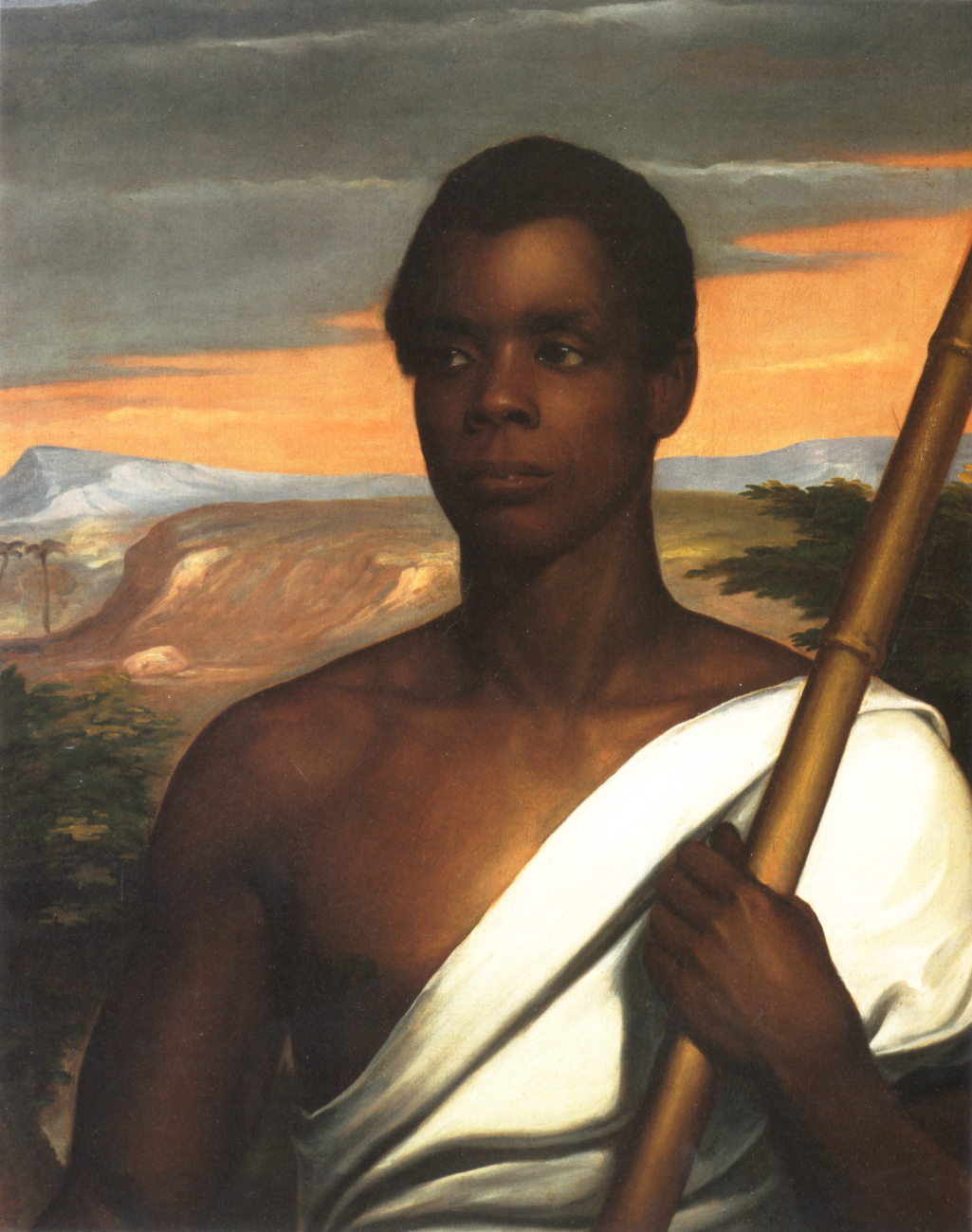
Sengbe Pieh, Anführer des Aufstands (Porträt von 1839)

Am Abend des 28. Juni 1839 wurde die zu dieser Zeit schwarzgestrichene Amistad in einem kleinen Hafen bei Havanna mit Fracht (Wein, Rosinen, Medizin, Kleidung, Geschirr und Macheten für die Zuckerrohrernte) für eine mehrtägige Fahrt nach Guanaja beladen. Zusätzlich wurden 53 Afrikaner an Bord genommen. Neben drei Mädchen und einem Jungen handelte es sich um 49 Männer von vermutlich sechs ethnischen Gruppen aus den heutigen Staaten Liberia, Sierra Leone und Guinea. Die Afrikaner waren erst kurz zuvor in ihrer Heimat versklavt worden. Die 49 von König Siaka Massaquoi an den spanischen Händler Pedro Blanco in Fort Lomboko verkauften Männer waren einige Wochen zuvor und mit dem portugiesischen Sklavenschiff Teçora nach Kuba gebracht worden. Diese Einfuhr von Sklaven nach Amerika nach 1819 verstieß gegen einen internationalen Vertrag, den auch Spanien unterzeichnet hatte; legal handelte es sich bei den Afrikanern daher nicht um „Sklaven“ (siehe Amistad-Prozesse). Die Hälfte der Afrikaner wurde unter Deck, die andere Hälfte an Deck untergebracht, wo sie sich relativ frei bewegen konnten.

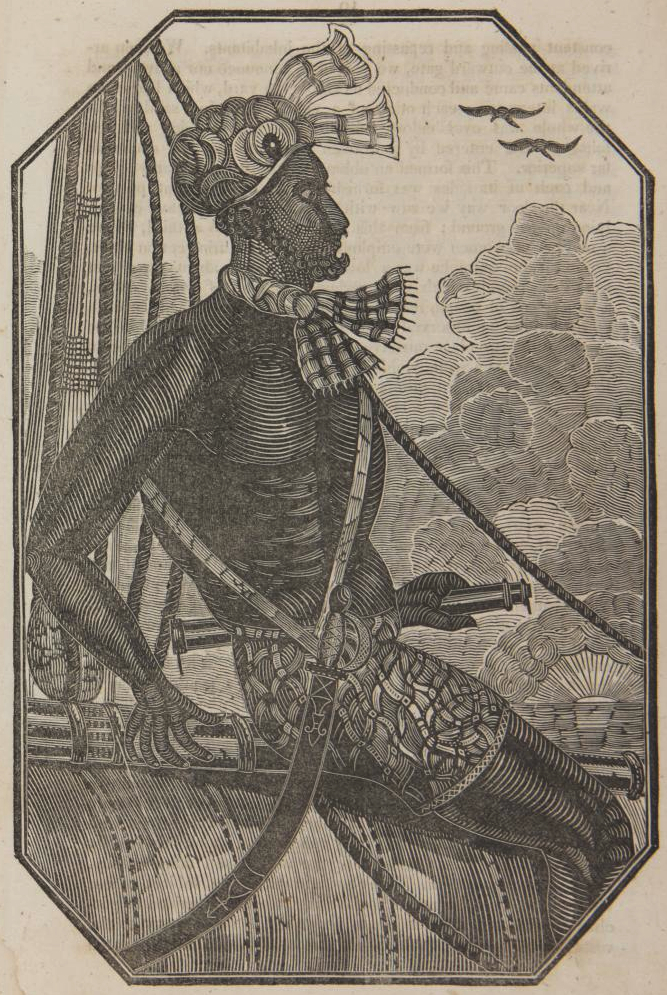
König Siaka Massaquoi, der Sengbe Pieh und die anderen Männer an den spanischen Händler Pedro Blanco verkaufte. Aus einem Buch in der Beinecke Rare Book & Manuscript Library

An Bord des Schiffes waren neben dem Kapitän Ramón Ferrer sein sechzehnjähriger Kabinensteward und Sklave Antonio, zwei Matrosen und der Mulattenkoch Celestino. Außerdem fuhren der Plantagenbesitzer Pepé Ruiz mit, dem der Großteil der Sklaven gehörte, sowie der Plantagenbesitzer Pedro Montes, der die vier Kinder sein Eigentum nannte.
In der dritten Nacht fand der spätere Anführer der Aufständischen, Sengbe Pieh (in den Amistad-Prozessen bekannt geworden als Joseph Cinqué), an Deck einen Nagel, mit dem er sich und die übrigen Afrikaner befreien konnte. Gegen 4 Uhr morgens übernahmen die Afrikaner das Schiff, wobei sie den Kapitän und den Koch töteten. Der Verbleib der beiden Matrosen ist ungeklärt. Zwei der Afrikaner starben während des Aufstands, mehrere wurden verletzt.
Die Afrikaner wollten mit der Amistad nach Afrika zurückkehren. Da ihnen die nautischen Kenntnisse fehlten, versuchten sie die Plantagenbesitzer zu zwingen, ihnen bei der Fahrt nach Osten zu helfen. Diese bemühten sich, in den Gewässern um Kuba zu bleiben. Tagsüber segelte man nach Osten. Die Plantagenbesitzer verlangsamten nach Möglichkeit die Fahrt und segelten darüber hinaus bei Dunkelheit wieder nach Westen. Dadurch entfernte sich die Amistad nur sehr langsam aus den Gewässern um Kuba und blieb mehrere Wochen in der Karibik und anschließend in den Gewässern um die Bahamas. In dieser Zeit riskierten die Afrikaner einen Landgang auf den Bahamas, um Wasser, Vorräte und möglicherweise einen Steuermann zu bekommen. Da sie aber kaum englisch sprachen und fürchteten, gefangen genommen und wieder versklavt zu werden, segelten sie bald weiter.
Der Schoner gelangte schließlich in den Atlantik, wo er im Golfstrom auf den wechselnden Kursen der Afrikaner und der Plantagenbesitzer entlang der Küste der USA nach Norden getrieben wurde. Im August verschärfte sich die Situation an Bord: Die Vorräte wurden knapp, mehrere Afrikaner waren krank, einige waren gestorben, andere dem Tode nah. Die Afrikaner entschieden, einen weiteren Landgang zu riskieren, und erreichten am 25. August die Halbinsel Culloden Point im Osten von Long Island im US-Bundesstaat New York. Eine Gruppe ging an Land, wo sie Henry Green und vier weitere ortsansässige Seeleute traf. Die Afrikaner versuchten, die Amerikaner zu überreden, die Amistad gegen Zahlung von Gold, das sie angeblich an Bord hätten, nach Afrika zu segeln. Wie Green in den Amistad-Prozessen später angab, wollte er das Schiff stattdessen gegen Bergelohn in New York ausliefern, und machte den Afrikanern deswegen vage Versprechungen. Beide Seiten verabredeten ein weiteres Treffen am nächsten Morgen.
Bevor es dazu kam, sichtete am frühen Morgen des 26. August die Brigg Washington der US Navy die verdächtige Amistad. Da sie in den vergangenen Wochen mehrfach gesichtet und als Piratenschiff beschrieben worden war, hatte der Kommandant der Washington, Lieutenant Thomas Gedney, den Auftrag erhalten, bei seinen Fahrten vor der US-Küste nach einem Piratenschiff mit schwarzer Besatzung Ausschau zu halten. Gedney ließ die Amistad entern und die Afrikaner einschließlich des schwarzen Sklaven Antonio gefangen setzen. Anschließend wurde der Schoner nach New London (Connecticut) gebracht, wo die Afrikaner und Antonio arrestiert und die beiden Plantagenbesitzer auf freien Fuß gesetzt wurden. In den Amistad-Prozessen wurde der Besatzung der Washington vorgeworfen, sie hätten New London anstelle des näheren Hafens von New York angelaufen, um den ihnen zustehenden Bergelohn für die Amistad zu erhöhen, da Sklaverei in Connecticut – anders als in New York – noch erlaubt war und der Wert der „Fracht“ sich damit um den Wert der Sklaven erhöht hätte. Der Vorwurf konnte in den Prozessen jedoch nicht belegt werden.
Das weitere Schicksal der Beteiligten des Aufstandes entschied sich in den Amistad-Prozessen, in deren Mittelpunkt die Frage stand, ob die Afrikaner nach geltendem Recht Sklaven waren, deren Rebellion illegal gewesen wäre, oder unrechtmäßig versklavte freie Menschen, die sich legal mit allen Mitteln gegen ihre Gefangennahme wehren durften. Nach einem Rechtsstreit durch alle Instanzen sprach der Oberste Gerichtshof der USA („Supreme Court“) den Afrikanern 1841 endgültig die Freiheit zu. 35 der Afrikaner kehrten nach Afrika zurück, das sie Mitte Januar 1842 erreichten. Die beiden Plantagenbesitzer kehrten nach Kuba zurück.

## Das Schiff nach 1839
Von 1839 an lag die Amistad über ein Jahr lang an der Werft hinter dem Zollhaus von New London und wurde in dieser Zeit instand gesetzt, bevor sie im Oktober 1840 von einem Justizbeamten (U.S. Marshal) versteigert wurde. Die Amistad wurde von Kapitän George Howland aus Newport (Rhode Island) erworben. Es wurde eigens ein US-amerikanisches Bundesgesetz verabschiedet, das Howland erlaubte, das Schiff in den USA in ein Schiffsregister eintragen zu lassen. Howland benannte das Schiff in Ion um und segelte es Ende 1841 mit einer Fracht von Zwiebeln, Äpfeln, Geflügel und Käse auf die Bermuda-Inseln und nach Saint Thomas auf den Amerikanischen Jungferninseln.
Howland verkaufte es 1844 in Guadeloupe. Das weitere Schicksal des Schiffes ist ungeklärt.

## Der Nachbau derAmistad

### Geschichte

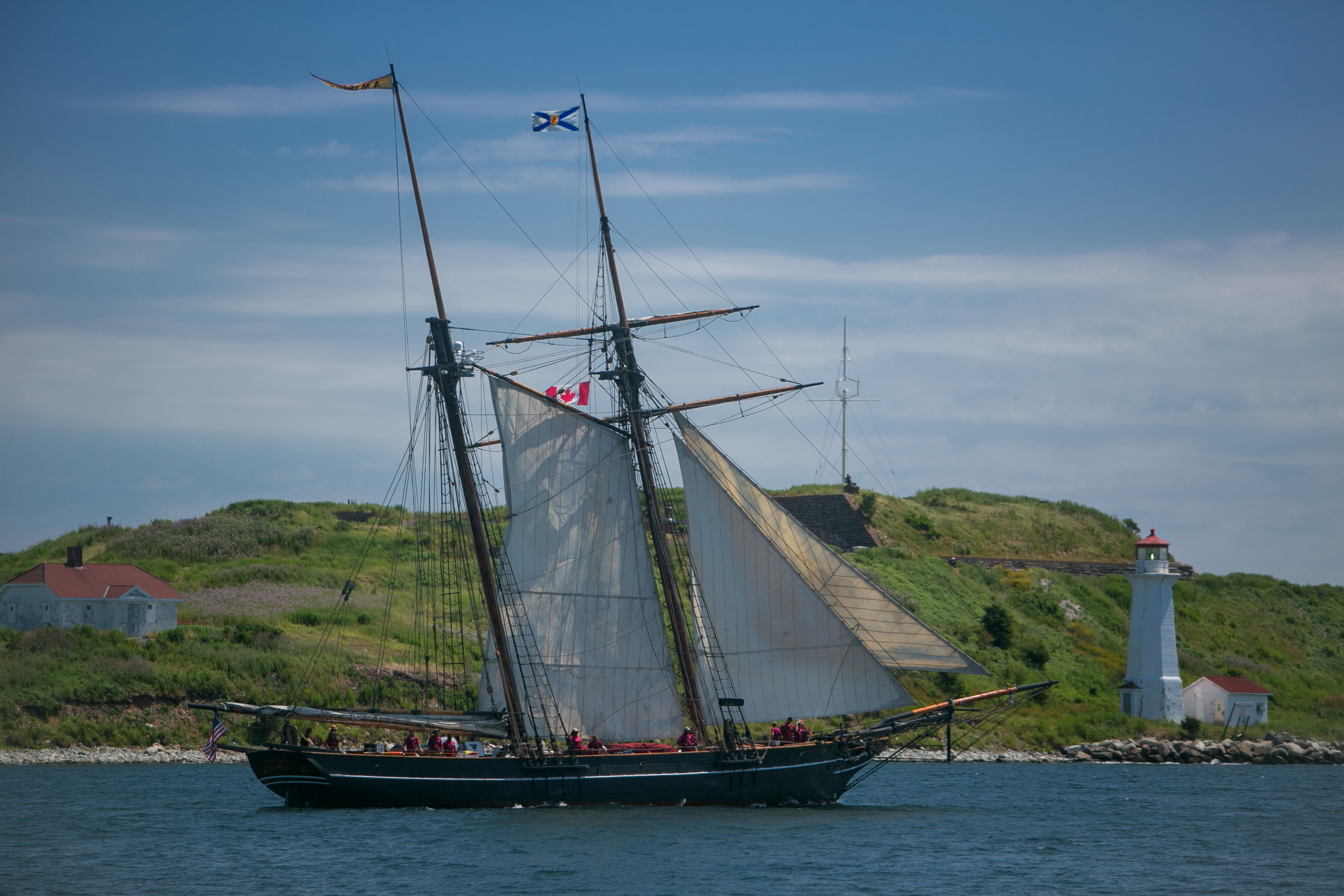
Die Replik Amistad (2012)

Am 25. März 2000 lief ein Nachbau der Amistad – oft mit dem englischen Beinamen Freedom Schooner (engl. für „Freiheitsschoner“) – im Hafen von Mystic (Connecticut) vom Stapel. Das Schiff mit Heimathafen in New Haven (Connecticut), wo der Amistad-Prozess in erster Instanz stattfand, gehört der Amistad America Inc. An Bord werden Schulkinder über Bürgerrechte, die Geschichte der Sklaverei und Rassendiskriminierung aufgeklärt. Der Freedom Schooner Amistad läuft auch andere Häfen an, um dort für pädagogische Ziele eingesetzt zu werden. Am 21. Juni 2007 brach das Schiff zu seiner ersten Transatlantikreise auf und erreichte am 30. August Bristol. Es segelte weiter über Lissabon und die Kanarischen Inseln nach Dakar (Senegal) und Freetown (Sierra Leone) und schließlich über Kap Verde und die Karibik entlang der Ostküste der USA nach New Haven. Das Schiff befindet sich als Museums- und Bildungseinrichtung in den USA (Stand 2015).
Die Amistad ist seit 2003 Flaggschiff und „Tall Ship Ambassador“ (englisch; etwa „Großsegler-Botschafter“) des Staates Connecticut.

### Schiffsdaten
| Länge an Deck (LaD) | 24,6 Meter (80,7 Fuß) |
| Länge Wasserlinie   | 23,7 Meter (77,8 Fuß) |
| Breite              | 6,98 Meter (22,9 Fuß) |
| Tiefgang            | 3,08 Meter (10,1 Fuß) |
| Verdrängung         | 136 tn.l.             |